# Держава Хатай

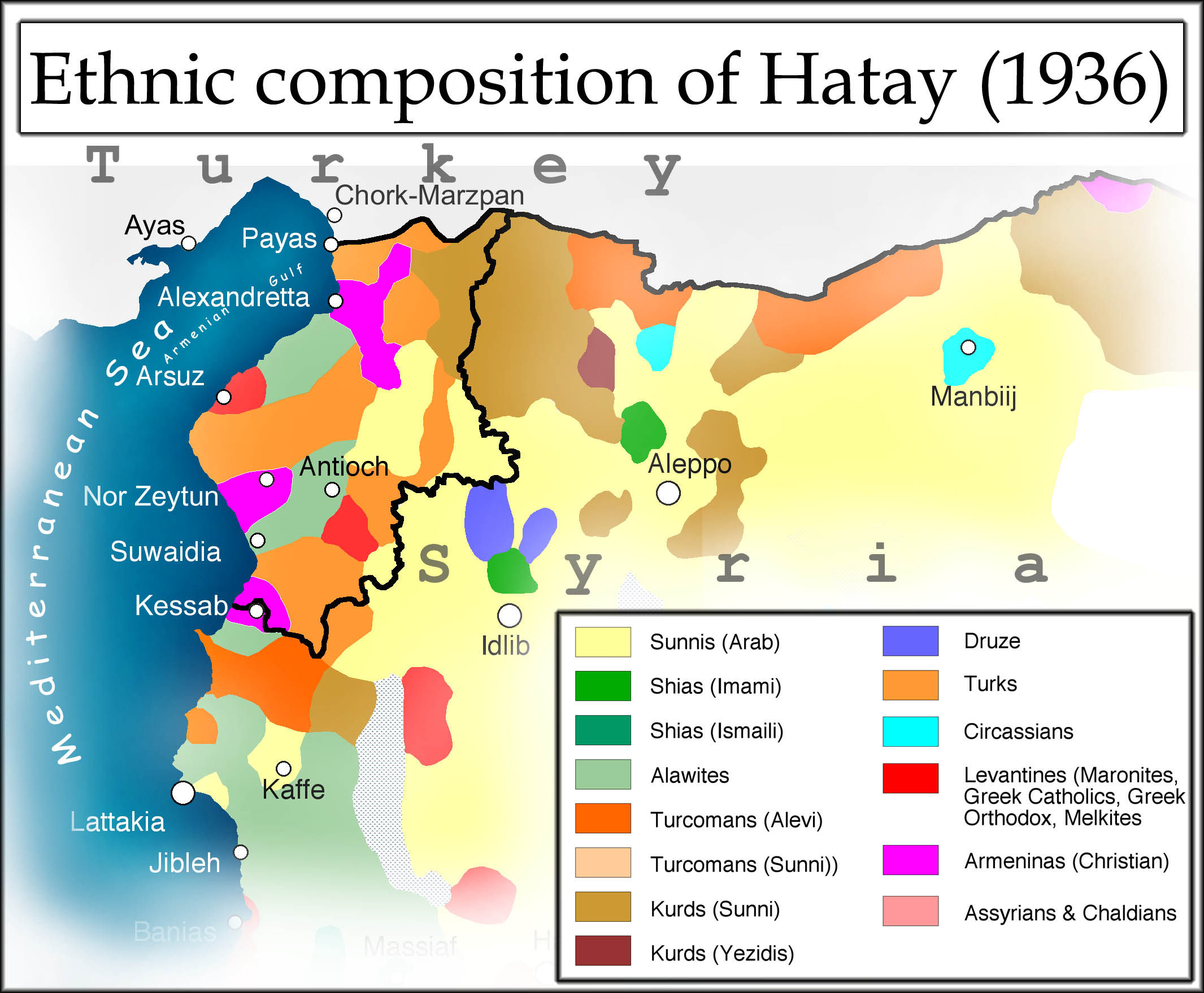
Етноси

Держава Хатай (тур. Hatay Devleti, араб. لواء الإسكندرونة), також відома під неофіційною назвою Республіка Хатай — перехідне політичне утворення, формально існувала з 7 вересня 1938 по 29 червня 1939. Створено на території Александреттського санджаку французької мандатної території Сирія і Ліван, а потім анексована Турецькою республікою, утворивши (разом з районами Ерзінь, Дьортйол і Хасса) іл Хатай.

## Передісторія
Після закінчення Першої світової війни згідно рішень конференції в Сан-Ремо території Сирії і Лівану перейшли під французьке управління. Згідно французько-турецького договору 20 жовтня 1921 Александреттський санджак виокремлено в особливу автономну адміністративну одиницю всередині французького мандату, тому що в ньому, крім арабів і вірмен, проживала значна кількість турків. До 1925 року, поки керовані французами території розділено на п'ять «держав», Александреттський санджак входив до складу «держави Алеппо»; після створення в 1925 році держави Сирія Александреттський санджак як і раніше мав особливий адміністративний статус.

## Шлях до відокремлення від Сирії
Туреччина відмовилася визнавати Александреттський санджак частиною французької підмандатної території Сирія, і у промові в Адані 15 березня 1923 Мустафа Кемаль Ататюрк заявив, що ця територія століттями була турецькою і не може залишатися в чужих руках. Турецькі політики поставили за мету повернення Александреттського санджаку до складу Туреччини після закінчення французького мандата в 1935 році. Місцеве турецьке населення почало здійснювати реформи, подібні реформам Ататюрка, формуючи різні організації, що підтримують ідею об'єднання з Туреччиною.
У 1936 році Ататюрк придумав для Александреттського санджаку назву «Хатай» і підняв у Лізі Націй «Хатайське питання». За дорученням Ліги Націй представники Бельгії, Великої Британії, Нідерландів, Туреччини і Франції написали для Хатая конституцію, згідно якої він став автономним санджаком у складі Сирії. Поприа деякі міжетнічні конфлікти, в середині 1938 р. відбулись вибори до Законодавчої асамблеї, згідно яких з 40 місць 22 здобули турки, 9 — араби-алавіти, 5 — вірмени, 2 — араби-суніти, 2 — араби-православні.

## Незалежність та анексія Туреччиною
6 вересня 1938 р. прийнята конституція, яка багато в чому була схожа на ту, що була написана представниками Ліги Націй для Александреттського санджаку. Конституція визначала територію Александреттського санджаку як незалежну «державу Хатай», з турецькою мовою як державною і французькою — як допоміжною; в арабських школах дозволялося вивчення арабської мови. 7 вересня 1938 р. Хатай затвердив як державний запропонований Ататюрком варіант прапора. 6 лютого 1939 р. Хатайська Законодавча асамблея прийняла всі турецькі закони, а 13 березня 1939 зробила турецьку ліру офіційною грошовою одиницею.
29 червня 1939 державу Хатай анексувала Туреччина.

## Ресурси Інтернету
- Geschichte Hatays [Архівовано 11 вересня 2013 у Wayback Machine.](англ.)
- Geschichte des Staates Hatay(тур.)
- Le sandjak d'Alexandrette — un conflit de nationalités au proche-orient [Архівовано 8 грудня 2012 у Wayback Machine.](фр.)